# Cryptazeca monodonta
Cryptazeca monodonta es una especie de molusco gasterópodo de la familia Cochlicopidae en el orden de los Stylommatophora.

## Distribución geográfica
Se encuentra en Francia y España. 